# Tervavuoma
Tervavuoma är ett naturreservat i Pajala kommun i Norrbottens län.
Området är naturskyddat sedan 2003 och är 57,7 kvadratkilometer stort. Reservatet omfattar ett stort myrområde med fastmarksholmar och sumpskogar. Skogen består av tall, gran och björk.